# Список объектов всемирного наследия ЮНЕСКО в Гаити
В спи́ске объе́ктов Всеми́рного насле́дия ЮНЕ́СКО в Гаити значится 1 наименование (на 2012 год), это составляет 0,1 % от общего числа (1248 на 2025 год). Объект включен в список по культурным критериям.
Кроме этого, по состоянию на 2010 год, 1 объект на территории государства находятся в числе кандидатов на включение в список всемирного наследия. Объект на территории Гаити был занесён в список в 1982 году на 6-й сессии Комитета всемирного наследия ЮНЕСКО.

## Список
| # | Изображение | Название                                                              | Местоположение             | Время создания | Год внесения в список | №   | Критерии |
| - | ----------- | --------------------------------------------------------------------- | -------------------------- | -------------- | --------------------- | --- | -------- |
| 1 |             | Национальный исторический парк Гаити Parc national historique d'Haïti | Северный департамент Гаити | 1813           | 1982                  | 180 | iv, vi   |

## Предварительный список
| # | Изображение | Название                                                  | Местоположение                  | Время создания | Год внесения в предварительный список | №    | Критерии |
| - | ----------- | --------------------------------------------------------- | ------------------------------- | -------------- | ------------------------------------- | ---- | -------- |
| 1 |             | Исторический центр Жакмеля Le centre historique de Jacmel | Юго-Восточный департамент Гаити | 1698           | 2004                                  | 1947 | ii, iv   |